# We Are Ava
We Are Ava ist eine Schweizer Synth-Pop-Band aus St. Gallen.

## Geschichte
Die Synth-Pop-Band wurde 2018 gegründet und besteht aus der Frontsängerin Kim Lemmenmeier (Texte, Leadgesang, diverse Instrumente), Nicola Holenstein (Synthesizer, Keyboard, Bass, Background-Gesang) und Andy Schwendener (Schlagzeug, Perkussion).
Nicola Holenstein lernte Kim Lemmenmeier während gemeinsamer Projekte an der Kantonsschule Trogen kennen, gefolgt von Andy Schwendener bei einem Jazzprojekt einige Jahre später. «Das erste Mal zusammen Musik gemacht haben die drei Bandgründer 2018.» Musikalisch zueinander gefunden haben sie an einer Jam-Session, woraufhin sie kurz danach ein Appenzeller Bauernhaus besuchten, die ersten Demos produzierten und am 3. August 2018 eine Band mit dem Namen «AVA» gründeten.
Ein Jahr später veröffentlichten sie ihre erste Single Go Home, gefolgt von ihrer Debüt-EP Feel Them Listening im September 2019 mit der Singleauskopplung Let Me Be Your Friend. Sie «tauften» das Minialbum in der Grabenhalle in St. Gallen. Im gleichen Jahr waren sie Finalteilnehmer des «Waldbühnencontests» 2019 sowie des «MyCokeMusic Soundcheck» 2019 (3. Platz).
Im Frühjahr 2020 veröffentlichten sie die Singles Vibe und Usually unter dem neuen Bandnamen «WE ARE AVA». Im Herbst desselben Jahres unterschrieben sie beim Plattenlabel muve recordings und veröffentlichten die Single Mine.
2021 erschienen die Songs Conquer Me, More Than You Like Me sowie Sorta Kinda Really Into You als Single-Auskopplungen des am 10. September 2021 veröffentlichten Debüt-Albums Inner Gardening. (Platz 43 der Schweizer Album-Charts) Das Album wurde in St. Gallen, Zürich und Stuttgart einerseits zu dritt und andererseits mit den Produzenten Lars Christen, Tom Oehler und Benedikt Maile co-produziert. Die Album-Taufe fand wiederum in der Grabenhalle St. Gallen statt. Im Sommer waren sie zudem Teil der Sendung Switzerland’s next Topmodel und drehten mit den Models Aldin Zahirovic und Venance Gwladys den Videoclip zu ihrer Fokussingle Won’t Do It Again. Nach Album-Release wurde die Band ausserdem von der Zeitung 20 Minuten zum «Best Crushing Newcomer» im Monat Oktober gekürt und mittels Publikumsvoting für den gleichnamigen Swiss Music Award nominiert. Als Abschluss des Albumprojekts veröffentlichten sie im Dezember 2021 die digitale EP Inner Gardening (Piano Sessions) mit den Songs No More (Piano Sessions) und Conquer Me (Piano Sessions).
Am 25. November 2022 erschien die digitale EP B-Side, die aus den vorab veröffentlichten Singles Happy, Ocean und Drifting sowie zwei weiteren Songs besteht. Die EP ist eine Zusammenfassung des letzten Jahres – davon, was die Band seit der Veröffentlichung ihres Debüt-Albums erlebt hat. Im gleichen Jahr wurden sie zudem von Swiss Live Talents in der Kategorie «Best Emerging Talent» nominiert.
Im Frühjahr 2023 veröffentlichte die Band die Single You. Im Herbst desselben Jahres folgte eine Live-Version dieser sowie der bereits zuvor erschienenen Single Happy, die We Are Ava in der sogenannten October Session videografisch festhielt. Am 16. August 2024 erschien das zweite Album der Band mit dem Titel Radix (lateinisch für Wurzel). Wie bereits beim Debütalbum arbeiteten We Are Ava sowohl eigenständig als auch mit Produzenten aus Winterthur, Zürich und Stuttgart zusammen. Inhaltlich knüpfe das Album laut der Band an das Thema ihres Vorgängeralbums an und thematisiere unter anderem die Verwurzelung nach dem inneren Gärtnern und die Suche nach Halt.
Das Album wurde, wie schon die Debüt-EP und das Debütalbum, in der Grabenhalle St. Gallen getauft. Das Magazin Bäckstage bemerkte dazu: «Dass die Band beim inneren Gärtnern vorbei ist, war mit dieser Liveshow zum Album «Radix» klar erkennbar. Selbstsicherer, präsenter, stärker und gefestigter wirkte die Band bereits in der ersten von etwa 100 Showminuten.»

## Stil
We Are Ava machen englischen Synth-Pop. Ihre Kompositionen und Texte stammen aus der Feder der Sängerin Kim Lemmenmeier und werden sodann zusammen mit der Band und verschiedenen Produzenten ausgearbeitet. Die Texte sind autobiografisch geprägt und beschreiben wichtige Ereignisse ihres Lebens. Das St. Galler Tagblatt fasst das erste Album folgend zusammen: «Die Klänge sind mitreissend, die Energie international. Die Texte sind direkt und simpel, aber dennoch tiefgründig.» Oder wie dieselbe Zeitung drei Jahre später schreibt: «We Are Ava navigieren gekonnt durch das Spannungsfeld zwischen Träumereien aus dem Teenagerzimmer und den Freuden und Leiden der Liebe in den Zeiten danach.»

## Diskografie

### Alben
- 2024: Radix, muve recordings
- 2021: Inner Gardening (Debüt-Album), muve recordings

### EPs
- 2022: B-Side, muve recordings
- 2021: Inner Gardening (Piano Sessions), muve recordings
- 2019: Feel Them Listening (Remixes), Soniclab Records
- 2019: Feel Them Listening (Debüt-EP), Soniclab Records

### Singles
- 2024: Keep Me Guessing, muve recordings
- 2024: High, muve recordings
- 2023: You, muve recordings
- 2022: Drifting, muve recordings
- 2022: Ocean, muve recordings
- 2022: Happy, muve recordings
- 2021: Won't Do It Again, (Fokussingle Album «Inner Gardening»), muve recordings
- 2021: Sorta Kinda Really Into You, muve recordings
- 2021: More Than You Like Me, muve recordings
- 2021: Conquer Me, muve recordings
- 2020: Mine, muve recordings
- 2020: Usually, muve recordings
- 2020: Vibe, muve recordings
- 2019: Let Me Be Your Friend, (Fokussingle EP «Feel Them Listening»), Soniclab Records
- 2019: Go Home

## Auszeichnungen und Nominierungen
- 2022: Nominierung Swiss Live Talents in der Kategorie «Best Emerging Talent»[17]
- 2022: Nominierung Swiss Music Award in der Kategorie «Best Crushing Newcomer»[15]
- 2021: 20 Minuten «Best Crushing Newcomer»[14]
- 2019: 3. Platz MyCokeMusic Soundcheck[7]